# ココポ
ココポ（英: Kokopo）は、パプアニューギニア東部のニューブリテン島東部にある東ニューブリテン州の州都。
2011年時点の人口は6,677人である。

## 人口
- 1980年9月22日：2,200人
- 1990年7月11日：3,152人
- 2000年7月9日：4,528人
- 2011年7月10日：6,677人

## 歴史
- 1884年 - ドイツ領ニューギニアが成立し、ヘルベルツヘーエと名付けられる。
- 1889年 - ココポが首都となる。
- 1910年 - ラバウルに遷都。
- 1919年 - ドイツ領ニューギニアが滅亡し、オーストラリアの委任統治領となる。
- 1942年 - 大日本帝国が占領。
- 1945年 - 大日本帝国の敗戦により、オーストラリア領となる。
- 1975年 - パプアニューギニアとして独立。
- 1994年 - タブルブル火山とブルカン火山（英語版）の噴火により、州都がラバウルから移転。

## 交通
かつての州都ラバウルまでは幹線道路で約30キロメートル離れている。ラバウル空港がある。

## 言語
- 英語
- クアヌア語
- トク・ピシン語